# Рафаната
Рафана́та (итал. rafanata) — итальянское блюдо, типичное для области Базиликата (ранее Лукания), особенно популярное между субрегионом Валь д’Агри и высокими холмами Матеры, похожее на омлет, приготовленный в духовке или, по традиции, на гриле.
Постановлением министерства от 25 февраля 2022 года рафаната внесена в список традиционных луканских агропродовольственных продуктов (PAT).

## Описание
Блюдо крестьянского происхождения и получило свое название от деревенского хрена (rafano rusticano) или корневища растения Armoracia rusticana, корня с сильным бальзамическим и пряным вкусом, вероятно, завезенного норманнами в Базиликату примерно в XI веке. Хрен — неотъемлемый ингредиент традиционной луканской кухни, он часто появлялся на столах фермеров и пастухов, будучи недорогим, богатым полезными свойствами и хорошим источником витаминов. Поэтому хрен также известен в Базиликате как «u tartuf 'd’i povr' òmm», то есть «трюфель бедняков».
Рафаната традиционно связанна с празднованием карнавала на день Сант-Антонио-Абате (17 января), до Масленицы.
Традиционный рецепт, который имеет вариации в зависимости от района Базиликаты, включает в себя в качестве основных ингредиентов взбитые яйца с тёртым сыром пекорино, свежим хреном и свиным салом.

## Приготовление
Корень хрена очищают, снимают кожицу и натирают в миске, а затем смешивают с яйцами и пекорино до получения однородной смеси. Традиционная кулинария, называемая fuc sott и fuc sop предусматривает использование углей из камина, древний метод приготовления, практикуемый теми, у кого не было дровяной печи. Он заключается в размещении углей над и под терракотовой сковородой, что обеспечивает равномерное приготовление пищи. В наше время предпочтение отдается приготовлению пищи в электрической духовке с использованием масла или сала для смазывания сковороды и верхней части смеси.

## Варианты
В разных вариантах очень часто добавляют отварной картофель и картофельное пюре; другими дополнительными ингредиентами являются панировочные сухари и мясное ассорти, такое как местное салями pezzente или особый вид вяленого мяса soppressata. Некоторыми используется сода. Другой вариант готовится из того же теста, но из него формируются маленькие шарики, которые нужно обжаривать на оливковом масле или сале.

## Фестивали
Несколько луканских фестивалей посвящены рафанате, некоторые проводятся в муниципалитетах Виджано, Марсико-Нуово, Анци, Пьетрапертоза, Саркони, Горгольоне, и Стильяно.